# Stephen Herek
Stephen Robert Herek (San Antonio, Texas; 10 de noviembre de 1958) es un director de cine estadounidense.

## Biografía
Herek nació en San Antonio (Texas). Estudió en la Universidad de Texas en Austin. Su carrera como director de cine empezó en 1986 con la película de culto Critters, a la que siguió una comedia de éxito, Las alucinantes aventuras de Bill y Ted (Bill and Ted's Excellent Adventure), donde trabajó con el entonces desconocido Keanu Reeves, en 1989. Posteriormente dirigiría No le digas a mamá que la niñera ha muerto (Don't Tell Mom the Babysitter's Dead), en 1991, seguida de Somos los mejores (The Mighty Ducks) en 1992. Posteriormente, se volvió un director habitual para las producciones de Disney durante una década, destacando Los tres mosqueteros en 1993 y, sobre todo, la versión con actores reales de 101 Dálmatas, protagonizada por Glenn Close, y la comedia de Eddie Murphy Holy Man en 1998, como también la película aclamada por la crítica Profesor Holland (Mr. Holland's Opus), en 1995.
Entrada la década del 2000, Herek dirigió Rock Star (2001), una película sobre una estrella de rock que quiere evolucionar con la banda Steel Dragon, grupo tributo de Judas Priest, protagonizada por Mark Wahlberg y Jennifer Aniston y producida por George Clooney. Después de la fallida Siete días y una vida (Life or Something Like It) (2002) y El hombre de la casa (Man of the House) en 2005, Herek dirigió telefilmes o productos que iban directos al mercado del DVD como Ashley Tisdale: Imagínatelo (Picture This), Inmersión letal 2 (Into the Blue 2: The Reef) y El tutor (The Chaperone), para WWE Films.

## Filmografía

### Cine
- Critters (1986)
- Las alucinantes aventuras de Bill y Ted (Bill and Ted's Excellent Adventure) (1989).
- No le digas a mamá que la niñera ha muerto (Don't Tell Mom the Babysitter's Dead) (1991).
- Somos los mejores (The Mighty Ducks) (1992).
- Los tres mosqueteros (The Three Musketeers) (1993).
- Profesor Holland (Mr. Holland's Opus) (1995).
- 101 Dálmatas (101 Dalmatians) (1996).
- Es... el gurú, una incontrolable tentación (Holy Man) (1998).
- Rock Star (2001).
- Siete días y una vida (Life or Something Like It) (2002).
- El hombre de la casa (Man of the House) (2005).
- Ashley Tisdale: Imagínatelo (Picture This) (2008).
- Tan muertos como yo: La película (Dead Like Me: Life After Death) (2009).
- Inmersión letal 2 (Into the Blue 2: The Reef) (2009).
- Pasión por el triunfo 3 (The Cutting Edge: Fire & Ice) (2010).
- El tutor (The Chaperone) (2011).
- Jinxed (2013).